# Warszawa Ochota
Warszawa Ochota je železniční zastávka sloužící regionální dopravě ve Varšavě, Mazovském vojvodství.

## Obecný přehled
Železniční zastávku Warszawa Ochota obsluhují regionální spoje dopravce Koleje Mazowieckie, který provozuje osobní dopravu téměř výhradně na území Mazovského vojvodství, tedy především na tratích vycházejících radiálně z Varšavy. Také ji obsluhují spoje dopravce Szybka Kolej Miejska w Warszawie. V bezprostřední blízkosti této zastávky se nachází i železniční zastávka Warszawa Ochota WKD, jejímž provozovatelem je Warszawska Kolej Dojazdowa. Nedaleko se také nachází železniční stanice Warszawa Główna Osobowa, kde sídlí i muzeum železniční techniky Muzeum Kolejnictwa w Warszawie.
Koleje Mazowieckie
| Linka | Směr |
| ----- | --- |
| KM1   | Warszawa Wschodnia Osobowa – Warszawa Ochota – Warszawa Zachodnia – Pruszków – Żyrardów – Skierniewice           |
| KM2   | Warszawa Zachodnia – Warszawa Ochota – Warszawa Wschodnia Osobowa – Sulejówek Miłosna – Mińsk Mazowiecki – Łuków |
| KM3   | Warszawa Wschodnia Osobowa – Warszawa Ochota – Warszawa Zachodnia – Błonie – Kutno                               |
| KM7   | Warszawa Zachodnia – Warszawa Ochota – Warszawa Wschodnia Osobowa – Otwock – Dęblin                              |
| KM8   | Warszawa Wschodnia Osobowa – Warszawa Ochota – Warszawa Zachodnia – Piaseczno – Skarżysko Kamienna/Pilawa        |

Szybka Kolej Miejska w Warszawie
| Linka | Směr                                                     | Takt   |
| ----- | -------------------------------------------------------- | ------ |
|       | Otwock – Warszawa Ochota – Warszawa Zachodnia – Pruszków | 30 min |
|       | Sulejówek Miłosna – Warszawa Ochota – Warszawa Zachodnia | 30 min |

## Železniční tratě
Železniční zastávkou prochází železniční tratě:
- 448 Warszawa Zachodnia – Warszawa Rembertów

## Návazná doprava
Železniční zastávku Warszawa Ochota obsluhují také městské autobusy a to linky: 127, 130, 150, 157, 158, 159, 175, 501, 504, 512, 517, 521, N32, N35, N38, N43, N85, N88, N91. Také ji obsluhují tramvaje a to linky: 1, 7, 8, 9, 22, 24, 25 a T.

## Galerie

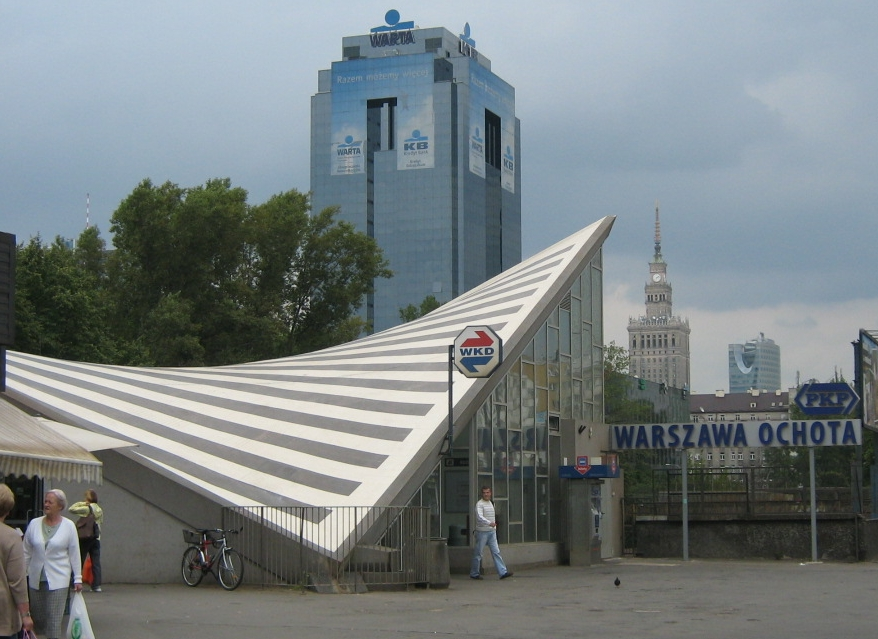
Staniční budova
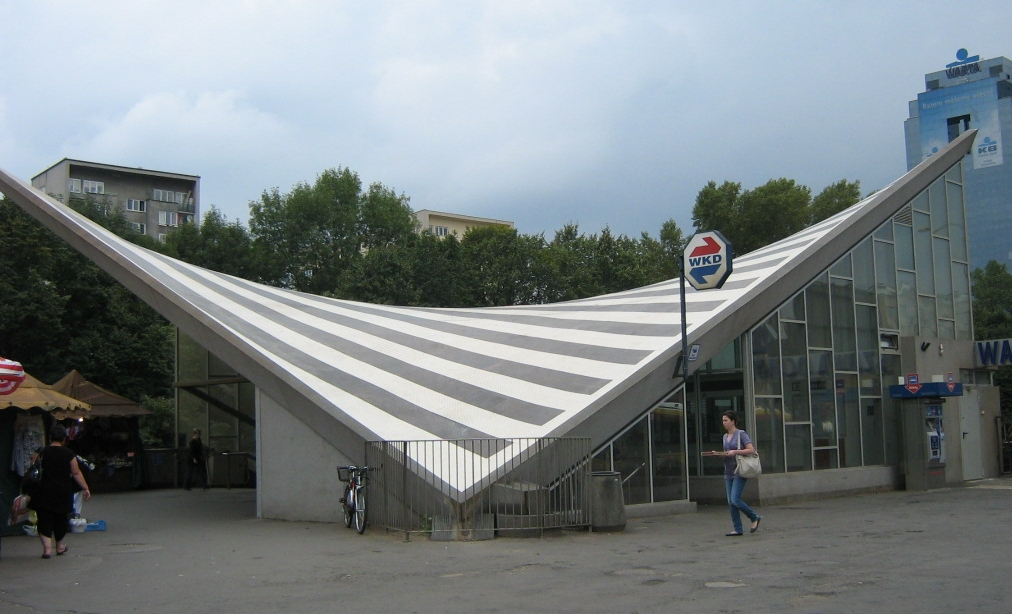
Staniční budova
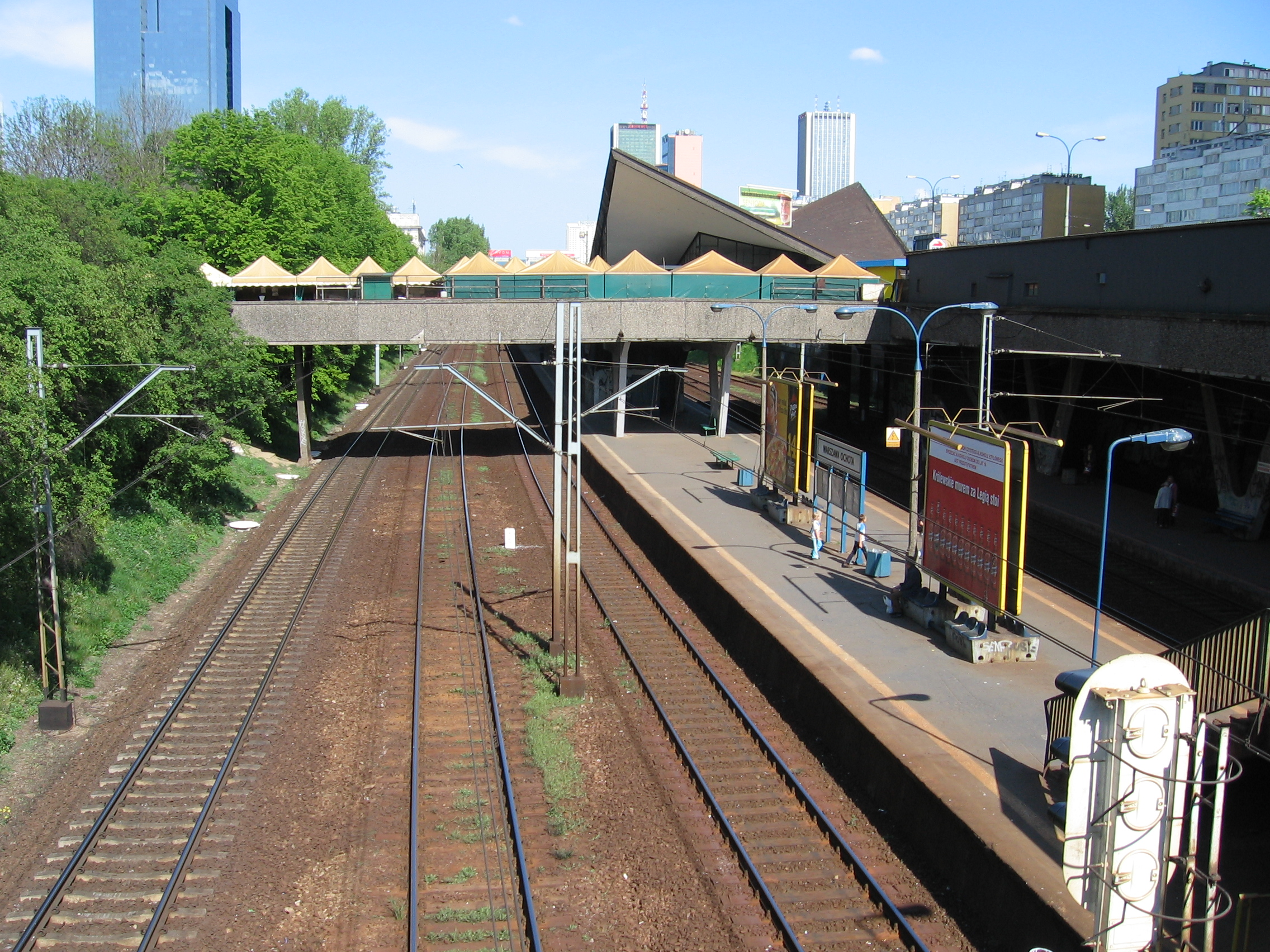
Nástupiště
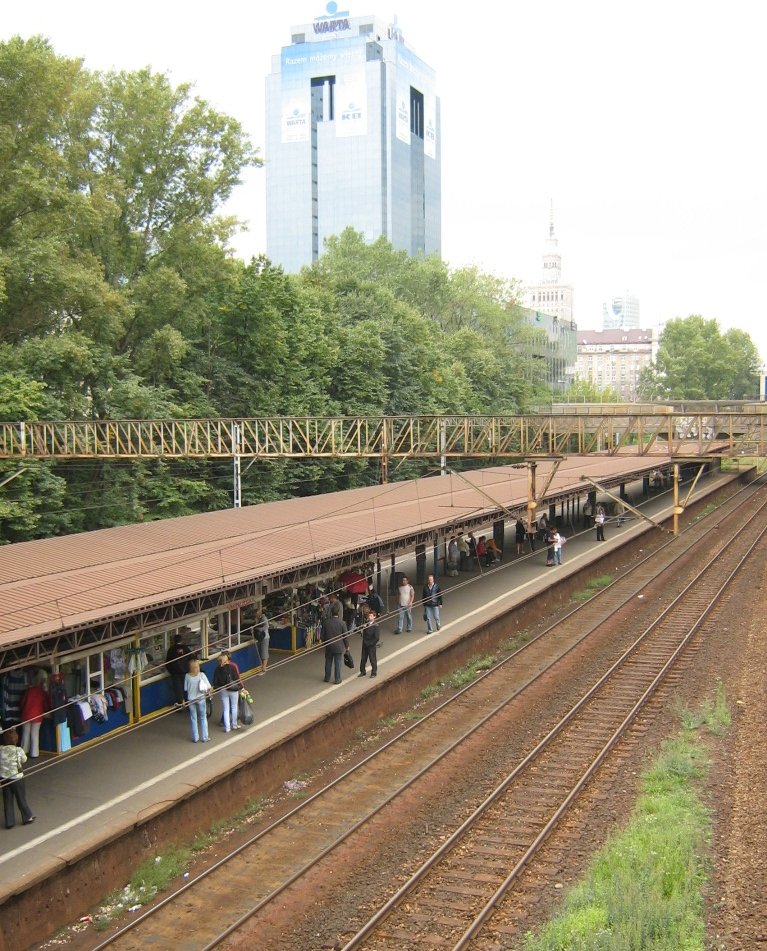
Nástupiště